# Elena Di Girolamo
Elena Di Girolamo foi uma política argentina. Ela foi eleita para o Senado em 1951 como uma das primeiras mulheres parlamentares na Argentina.

## Biografia
Nas eleições legislativas de 1951, Di Girolamo foi candidata pelo Partido Peronista e uma das seis mulheres eleitas para o Senado. Representando Corrientes, foi secretária da Comissão de Obras Públicas e também fez parte da Comissão de Legislação Geral e Assuntos Técnicos.